# Марченко Микола Іванович
Микола Іванович Ма́рченко (1858, Білокриниця — 19 грудня 1940, Кременець) — український майстер декоративно-ужиткової кераміки.

## Творчість
Працював у місті Кременці. Виготовляв глечики, дзбанки, горнята, високі миски, розписуючи їх вишуканими орнаментами.
Нагороджений дипломом 3-го ступеня і бронзовою медаллю Виставки творів народних майстрів, що відбулася у Рівному у 1930 році.
Окремі вироби майстра зберігаються в музеях Кременця, Львова, Києва.